# SVT Sveriges Television och Radio Grupp AB
SVT Sveriges Television och Radio Grupp AB è il gruppo che gestisce il servizio pubblico radiotelevisivo svedese. 
Fanno parte di questo gruppo le due aziende Sveriges Television (SVT) e Sveriges Radio (SR).
È il maggiore ente pubblico in ambito di telecomunicazioni radiotelevisive. Il gruppo fa parte a sua volta di un'altra azienda statale, la Förvaltningsstiftelsen för SR, SVT och UR, il cui compito è quello di gestire dei rapporti tra il Governo e l'ente radiotelevisivo, dunque anche con SVT e SR.
È membro della Unione europea di radiodiffusione.